# 佩今區
佩今區是阿爾巴尼亞的36个旧区之一，这些区份在2000年7月全部撤销，并由新成立的12个州份取代。该区面积为191平方公里，人口数量为32,920人（2001年）。该区位于阿尔巴尼亚中部，区府为佩今镇。该区的范围为现今的艾巴申州佩今市镇。